# 室賀信夫
室賀 信夫（むろが のぶお、1907年12月21日 - 1982年2月15日）は、日本の地理学者。筆名・須見五郎。

## 経歴
出典：(年譜, 1967年まで)
1907年、東京府豊多摩郡淀橋町角筈（現新宿区）に生まれる。東京府立第五中学校(現東京都立小石川中等教育学校）から第三高等学校(文科)を経て、1928年京都帝国大学文学部史学科に入学。体調を崩し休学時期があり、1933年卒業となる。1937年、京都帝国大学文学部講師に就き、1938年より立命館大学講師を兼任する（1944年まで）。1943年には京都帝国大学助教授に昇進、同志社女子専門学校（現同志社女子大学）講師を兼任（1944年まで）。
しかし、太平洋戦争が終結すると、京都帝国大学文学部の地理学講座は戦中に地政学研究に大きく傾いた責任を問われ、全員が総辞職することとなった。室賀も1946年に辞職。
1957年、同人雑誌『地理学史研究』を編集・刊行。1961年、学位論文『仏教系世界図の地図学史的研究』を京都大学教授織田武雄のもとに提出、文学博士の学位を取得する。1967年、東海大学教授に就任。1973年に定年退任。
1974年から1979年まで、国際的に権威のある地図学史の専門誌『イマゴ・ムンディ』のCorresponding Editor（書面連絡編集委員、全15名）として編集に参加した。
1982年、心不全により京都市山科区の自宅において没する。 
没後、京都大学附属図書館では1996年度に古地図・地理学史関係図書からなる室賀信夫旧蔵書(室賀コレクション)を受入れ､ 1998年10月には同図書館において､ 室賀コレクション古地図展「日本の西方・日本の北方－古地図が示す世界認識－」を開催した。

## 受賞
- 1955年（48歳）：産経児童出版文化賞：『日本人漂流ものがたり』[16][19]
- 1963年（56歳）：海野一隆との仏教系世界図の共同研究により「イマゴ・ムンディ賞」受賞[16][20]。

## 著作

### 著書
- 『印度支那：佛印・タイ・ビルマ・英領マレー』〈世界地理政治大系 3〉白揚社　1941
  - 『印度支那：佛印・タイ・ビルマ・マレー』〈世界地理政治大系 印度支那篇〉1942 訂正3版
- 『英国の東亜拠点シンガポール』朝日新聞社　1941
- 『昭南島』朝日新聞社　1942
- 『アメリカ国土論』三明社　1949
- 『日本人漂流ものがたり』(須見五郎 著) 毎日新聞社〈毎日少年ライブラリー〉1954
  - 『日本人漂流物語』(室賀信夫 著) 新学社文庫　1969
- 『古地図抄 日本の地図の歩み』東海大学出版会　1983

### 共編著
- 『大南方地政論』小牧実繁共著　太平洋書館　大南方研究講座　1945
- 『日本の古地図』南波松太郎・海野一隆共編　創元社　1969
- 『日本古地図大成』海野一隆・織田武雄共編、中村拓監修　講談社　1972／1974 新装版
- 『日本古地図大成 世界図編』織田武雄・海野一隆共編　講談社　1975

### 翻訳
- 『蕃談 漂流の記録 1』（口述：次郎吉[21]、手録：憂天生） 矢守一彦共編訳　平凡社東洋文庫　1965／2003 ワイド版